# 搭便车问题
搭便車問題（英語：Free-rider problem），是一個典型的市場失靈問題，在使用公共財、共有財等資源時，消費者完全不願負擔其成本，或付出的金錢遠少於實際應該支付的份額，因此產生的問題。描述了在無法強制排除使用這類財貨的狀況下，當經濟主體可以輕易獲得財貨之利益時，可能發生的集體行動問題。概念名稱之「搭便車」字眼據稱源於站在早期路面電車上下車用踏板上乘車之逃票行為。
在日常生活中常可找到搭便車的例子，例如許多輪船公司不肯興建燈塔，它們可以獲得同樣的服務，此種問題會影響公共政策的順利制定及有效執行。

## 例子
假設在一條街道有25名住戶，並且本街道即將進行衛生設施改造，改造的費用為$2500。因此分攤到每個住戶的改造費用為$100。雖然設施的改造會使得所有住戶都可以受益，但當費用是自願支付時，肯定會有一部分的住戶拒絕交納。這部分住戶盤算着其他住戶會分擔改造費用，而此種衛生設施肯定會投入使用。
解決方法是使得25名相互獨立的住戶作為一個整體支付這筆費用，即集體意志代表個人意志。在此情況下，住戶可以通過投票決定是否進行設施改造。如果投票的結果認為應該進行改造，則所有住戶都必須交納費用。
正是由於這個原因，一些公共服務（如國防、公共治安等）必須由政府提供，或由社區集體組織提供，例如管理委員會。
當然，僅僅通過投票決定還沒能把問題解決。住戶們還需要對費用的分攤比例進行討論，因為一種平均分配費用的原則又顯得無法公平的反映用戶之間的差異。

### 教育學
- 在教育上常見教師指派團體作業，而部分學生不執行作業而讓他人去分攤其作業量。
- 老師不小心輸入錯成績，眾多同學坐等少數同學向老師反應處理。

### 政治
2014年8月8日，美国总统奥巴马在接受《纽约时报》专栏作家托马斯·弗里德曼专访时谈到如何看待中国，以及中国在世界上扮演的角色，奥巴马称“中国搭了30年的便车了，且一直没有什么问题，没有人指望他们做任何事情”。
2014年8月22日，正在蒙古国访问的中共中央总书记兼中国国家主席习近平前往蒙古国家大呼拉尔发表演讲。习近平表示，中国愿意为周边国家提供共同发展的机遇和空间，欢迎大家搭乘中国发展的列车，搭快车也好，搭便车也好，我们都欢迎。

### 勞動
不少工會為避免經談判甚至發動罷工而爭取得來的勞工權益，被未參與工會的勞工坐享其成，在與資方談判團體協約時，會要求加入「禁搭便車條款」，明定爭取得到的勞工權益只限參與工會的勞工可適用。

### 公益互助組織
公益互助組織的資源主要來自成員的貢獻，然而成員中也會有些人拿取較多資源，付出較少，形成公地悲劇。根據俱樂部模型，這可能造成組織的激進化，讓不願付出的人因為高額成本而退出。

## 類近概念
也有一些文化會反轉來排斥一些付出較多的人super cooperator，尤其是一些法律不健全的地方，可能原因是人們想鞏固自己在社會的地方，或保持現況，不想讓他人得益。